# Nižný Orlík
Nižný Orlík (in ungherese Alsóodor) è un comune della Slovacchia facente parte del distretto di Svidník, nella regione di Prešov.